# دلار (فیلم ۱۹۳۸)
دلار (انگلیسی: Dollar) یک فیلم در ژانر درام و کمدی به کارگردانی گوستاف مولاندر است که در سال ۱۹۳۸ منتشر شد. از بازیگران آن می‌توان به اینگرید برگمان و جورج ریدبرگ اشاره کرد.